# Marta Plewa
Marta Plewa (ur. 17 grudnia 1983) – polska lekkoatletka uprawiająca skok o tyczce.

## Kariera
Medalistka mistrzostw kraju zarówno na stadionie jak i w hali. Zawodniczka Ośrodek Skoku o Tyczce (2001–2009) i AZS UMCS Lublin (od 2009).

## Rekordy życiowe
- skok o tyczce (stadion) – 4,25 (2006 & 2008)
- skok o tyczce (hala) – 4,30 (2007)